# Cor de Best

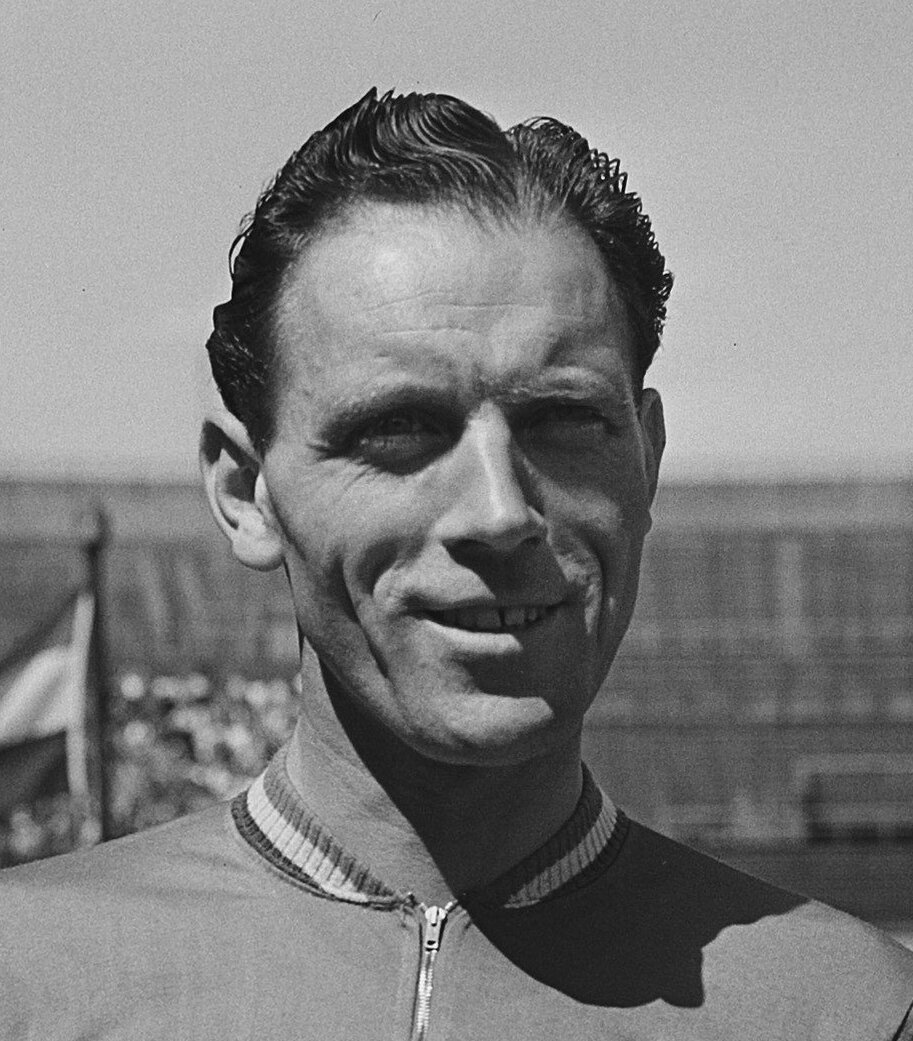
Cor de Best (1953)

Cor de Best (* 2. Juli 1918 in Haarlem; † 27. Januar 2006 in Eindhoven) war ein niederländischer Radrennfahrer und nationaler Meister im Radsport.

## Sportliche Laufbahn
Cor de Best war im Straßenradsport und im Bahnradsport aktiv. Seine Spezialdisziplin war das Steherrennen. Als Amateur gewann er 1942 den nationalen Titel im Steherrennen. 1941 war er Vize-Meister geworden.
1942 wurde er Unabhängiger, später Berufsfahrer. Die Profimeisterschaft der Steher gewann er 1953 vor Cor Bijster. Den dritten Platz bei den nationalen Meisterschaften errang er von 1947 bis 1952. Im Punktefahren wurde er 1948 und 1949 Vize-Meister. Bei den UCI-Bahn-Weltmeisterschaften 1948 wurde de Best Vierter im Steherrennen.
Im Straßenradsport holte er 1942 den nationalen Titel im Straßenrennen der Unabhängigen und gewann einige Kriterien.